# كاليب تومبكينز
كاليب تومبكينز (بالإنجليزية: Caleb Tompkins)‏ هو محامي وقاضي وضابط وسياسي أمريكي، ولد في 22 ديسمبر 1759 في سكيرديل في الولايات المتحدة، وتوفي بنفس المكان في 1846. حزبياً، نشط في الحزب الديمقراطي. وقد انتخب عضو جمعية ولاية نيويورك وانتخب عضو مجلس النواب الأمريكي.